# H-19 (1963)
H-19 – polski holownik z okresu zimnej wojny, jedna z trzech zbudowanych jednostek projektu B65. Okręt został zwodowany 2 października 1963 roku w Stoczni Północnej im. Bohaterów Westerplatte w Gdańsku i wszedł w skład Marynarki Wojennej 3 stycznia 1964 roku. Jednostka została skreślona z listy floty po blisko 30-letnim czasie użytkowania w dniu 15 czerwca 1993 roku.

## Projekt i budowa
Powstanie holowników projektu B65 związane było z zapotrzebowaniem Marynarki Wojennej na silne jednostki holowniczo-ratownicze, mogące działać w warunkach zalodzenia. Prace nad nowym typem holownika rozpoczęły się w gdańskim Centralnym Biurze Konstrukcji Okrętowych nr 1 (CKBO-1) na początku lat 60. XX wieku. Z założenia jednostki przeznaczone były do holowania okrętów MW, udziału w akcjach ratowniczo-gaśniczych oraz wykonywania przejść na skutych lodem akwenach.
H-19 został zamówiony i zbudowany w Stoczni Północnej w Gdańsku (numer budowy B65/2). Stępkę okrętu położono 1 lutego 1963 roku, a zwodowany został 2 października 1963 roku.

## Dane taktyczno-techniczne
Okręt był holownikiem o długości całkowitej 31,85 metra (28,64 metra między pionami), szerokości maksymalnej 8,7 metra i zanurzeniu średnim 3,52 metra. Wysokość boczna wynosiła 4,37 metra. Wyporność standardowa wynosiła 390 ton, a pełna 440 ton. Siłownię jednostki stanowił silnik wysokoprężny Zgoda-Sulzer 5TD48 o mocy 1100 kW (1500 KM), napędzający poprzez linię wałów pojedynczą śrubę napędową. Prędkość maksymalna okrętu wynosiła 13 węzłów, a zasięg wynosił 1500 Mm przy prędkości 12 węzłów. Holownik zabierał na pokład 42,5 tony paliwa, 9,8 tony oleju oraz 7,68 tony wody słodkiej. Uciąg na palu miał wartość 15 Ton.
Wykonany ze stali kadłub jednostki został na dziobie odpowiednio wyprofilowany i wzmocniony w celu kruszenia lodu o grubości do 50 centymetrów. Podzielony był na następujące przedziały: skrajnik dziobowy, trzy sześcioosobowe pomieszczenia mieszkalne, siłownia, dwuosobowe pomieszczenie mieszkalne, jednoosobowe pomieszczenie mieszkalne, ładownia, magazyn oraz skrajnik rufowy z maszyną sterową. W najniższym poziomie kadłuba mieściły się zbiorniki paliwa i balastu. W umieszczonej na pokładzie nadbudówce znajdowały się: pomieszczenie dowódcy okrętu, kuchnia i jadalnia, blok sanitarny, pomieszczenie pomocniczego kotła parowego, magazyn oraz szyb maszynowy (na dolnej kondygnacji). Na pokładzie nawigacyjnym nadbudówki znajdowało się główne stanowisko dowodzenia, kabina nawigacyjna, kabina radiowa oraz szyb maszynowy przechodzący w komin. Na szczycie (pokładzie namiarowym) znajdował się maszt oraz działko wodno-pianowe. Za tylną ścianą nadbudówki na pokładzie głównym umieszczony był specjalny hak holowniczy, a za kominem znajdowała się łódź okrętowa z żurawikiem. Jednostka wyposażona była w radar nawigacyjny SRN.
Załoga holownika składała się z 22 osób.

## Służba
H-19 został przekazany Marynarki Wojennej 28 grudnia 1963 roku, a podniesienie bandery odbyło się 3 stycznia 1964 roku. Holownik został wcielony do 41. Dywizjonu Okrętów Ratowniczych w Gdyni. W czerwcu 1975 roku okręt uczestniczył w ćwiczeniach o kryptonimie Posejdon-75. 17 stycznia 1979 roku H-19 wraz z bliźniaczym H-12 brał udział w akcji uwalniania uwięzionych w zatorze lodowym polskich statków „Stanisław Wyspiański” i „Władysław Broniewski”. W dniach 4–26 maja 1983 roku okręt wziął udział w wielkich ćwiczeniach sił Marynarki Wojennej o kryptonimie Reda-83. Po rozformowaniu w 1991 roku 41. Dywizjonu Okrętów Ratowniczych holownik przeniesiono do 45. Dywizjonu Pomocniczych Jednostek Pływających, także w Gdyni. H-19 został wycofany ze służby 15 czerwca 1993 roku, po blisko 30-letnim okresie intensywnej eksploatacji. Okręt we wrześniu 1993 roku został wystawiony w przetargu na sprzedaż za kwotę 2 169 000 złotych.